# Zaleptus thorellii
Zaleptus thorellii is een hooiwagen uit de familie Sclerosomatidae.